# Fortschritt E 514
Fortschritt E 514 — это самоходный зерноуборочный комбайн, который производился восточногерманским производителем VEB Mähdrescherwerk Bischofswerda/Singwitz в Зингвице и продавался под маркой Fortschritt. Он является преемником Fortschritt E 512, который так и не смог его заменить — E 514 производился параллельно с E 512 с 1982 по 1988 год.
Модель E 514 основана на модели E 512 и, таким образом, имеет ту же базовую конструкцию, что и E 512. По сравнению со своим предшественником, E 514 может обрабатывать больше материала в секунду. У него также улучшенный механизм привода жатки и более вместительный бункер для зерна.

## Техническое описание
Fortschritt E 514 — это обычный зерноуборочный комбайн с соломотрясом и приводом на передние колёса с бесступенчатой трансмиссией. Хлебная масса проходит через E 514 продольно. Это означает, что она попадает в комбайн спереди и затягивается в молотильный барабан, расположенный посередине; солома выходит из машины сзади после очистки в соломотрясах, которые установлены в задней части E 514. Fortschritt E 514 можно использовать для уборки нескольких видов зерновых; его можно использовать на склонах с углом наклона до 8,1°. С завода поставлялись жатки с шириной захвата 3,6 м (12 футов), 4,2 м (14 футов) и 5,7 м (19 футов). E 514 может обрабатывать до 6 кг материала в секунду.

### Система обмолота
Молотильный барабан и подбарабанье идентичны тем, которые используются в Fortschritt E 512. Ширина молотильного барабана составляет 1278 мм, а диаметр - 600 мм. Он оснащен 8 бичами. Приводится в движение ремнем с гидравлической регулировкой длины (Вариатор) для регулировки частоты вращения молотильного барабана. Скорость регулируется в диапазоне от 603 до 1600 мин−1. Вогнутая часть имеет 14 зубьев, а расстояние от молотильного барабана можно быстро отрегулировать в три этапа с помощью рычага в кабине водителя; точную регулировку можно выполнить, повернув регулировочную гайку вогнутой части с помощью гаечного ключа. Система обмолота E 514 оснащена усовершенствованной крыльчаткой, которая не только перемещает материал из молотильного барабана в соломотряс, но и отделяет зерно от соломы, что повышает общую производительность комбайна.

### Переработка соломы и зерна
Комбайн оснащен четырьмя соломотрясами с четырьмя ступенями каждый. Их общая площадь составляет 5,2 м2. Оставшуюся солому можно обработать тремя способами: оставить на поле в валках, измельчить соломорезкой или оставить на поле в стогах. Последний способ предназначен для растений с низкой урожайностью соломы.
Зерно высыпается из молотильного барабана (и из соломотряса) на поддон, откуда попадает на сита. В E 514 есть два сита: регулируемое верхнее сито (1,85 м2) и неподвижное нижнее сито (1,17 м2). Очищающий вентилятор, который обдувает сита, приводится в движение с помощью вариатора, его скорость можно регулировать от 242 до 775 мин−1.

### Резервуар для зерна
Самым большим недостатком конструкции Fortschritt E 512 является зерновой бункер — его объём составляет всего 2,3 м3, и поэтому он слишком мал. С помощью E 514 компания Fortschritt попыталась решить эту проблему. Расчеты показали, что оптимальный размер зернового бункера составляет 3,6 м3; таким образом, E 514 был оснащен зерновым бункером такого размера, что позволяло увеличить интервалы разгрузки.

### Двигатель
E 514 оснащен четырехтактным дизельным двигателем IFA 4 VD 14,5/12-1 SRW. Этот двигатель представляет собой атмосферный четырехцилиндровый двигатель с водяным охлаждением и двумя поперечными головками цилиндров. Он оснащен встроенным топливным насосом высокого давления с винтовой подачей и системой прямого впрыска M-System с камерами сгорания в центральной части. При диаметре цилиндра 120 мм и ходе поршня 145 мм его объем составляет 6,56 л. Он развивает мощность 85 кВт при 2000 мин−1и максимальный крутящий момент 422 Н·м при 1400 мин−1.Двигатель оснащен сухим двухдисковым сцеплением. По сравнению с E 512, E 514 имеет более эффективное использование двигателя, что объясняет, почему мощность двигателя была увеличена.

### Трансмиссия
В комбайне Fortschritt E 514 используется ременная система. Крутящий момент от двигателя передается на ведущее колесо с помощью ремня, от которого приводятся в движение все системы комбайна, в том числе жатка. Крутящий момент на передние колеса передается через трехступенчатую механическую коробку передач и ременной вариатор. Вариатор обеспечивает постоянную работу двигателя E 514 на полной мощности независимо от скорости движения.
По умолчанию на ведущую переднюю ось устанавливаются шины 18,4–30 12PR. С завода вместо них можно было заказать гусеничные ленты шириной 700 мм и 7 опорных катков. На задней ведущей оси E 514 установлены шины 10–20 8PR. Если установлены гусеничные ленты, задние шины немного шире (12,5–20).

### Вспомогательные системы
E 514 оснащен гидравлическими тормозами с усилителем и полностью гидравлической системой рулевого управления с усилителем. Кроме того, компания Fortschritt предлагала несколько вспомогательных систем, таких как система помощи при рулевом управлении (которая помогает удерживать E 514 на прямой траектории, автоматически корректируя угол поворота руля) и компьютер, который точно рассчитывает расход топлива.